# 小島五郎左衛門
小島 五郎左衛門（こじま ごろうざえもん、生没年不詳）は、戦国時代の武将。北信の雄・村上義清の家臣。
村上義清の武将として活動しているが詳細は不明。
井上靖『風林火山』では天文19年（1550年）の砥石崩れの際に横田彦十郎に討ち取られており『甲陽軍鑑』に拠ると横田備中の子・十郎兵衛が朝の競り合い組み討ち取ったとしているが確証のないことである。